# Euprymna stenodactyla
Euprymna stenodactyla är en bläckfiskart som först beskrevs av Robert Edmond Grant 1833.  Euprymna stenodactyla ingår i släktet Euprymna och familjen Sepiolidae. IUCN kategoriserar arten globalt som otillräckligt studerad. Inga underarter finns listade i Catalogue of Life.